# Coupe UNIFFAC des clubs 2006
Navigation
Édition 2005
La Coupe UNIFFAC des clubs 2006 est la troisième et dernière édition de la Coupe UNIFFAC des clubs, une compétition organisée par l'UNIFFAC (Union des fédérations de football d'Afrique centrale) et qui regroupe les clubs d'Afrique centrale s'étant illustré dans leur championnat national. 
Cette édition regroupe cinq formations réparties en deux poules. Les deux premiers de chaque groupe se qualifient pour la phase finale, jouée en matchs aller-retour à élimination directe.
C'est le club de République démocratique du Congo du CS Cilu qui remporte le trophée, après avoir battu les Camerounais de Fovu Baham en finale. C'est le tout premier titre international de l'histoire du club.

## Équipes participantes
8 équipes auraient dû à l'origine prendre part au tournoi :
- US Bitam - Vice-champion du Gabon 2005
- Fovu Baham - 4e du championnat du Cameroun 2005
- CS Cilu - Finaliste de la Coupe de RD du Congo 2005
- Représentant du Tchad - forfait
- Représentant de Guinée équatoriale - forfait
- Représentant de São Tomé et Principe - forfait
- Club 57 - Vice-champion du Congo 2005
- AS Tempête Mocaf - Représentant de Centrafrique

## Compétition

### Premier tour
Groupe 1 :
| Rang | Équipe  | Pts | J | G | N | P | Bp | Bc | Diff |  | Résultats (▼ dom., ► ext.) | Cil | Clu |
| ---- | ------- | --- | - | - | - | - | -- | -- | ---- |  | -------------------------- | --- | --- |
| 1    | CS Cilu | 6   | 2 | 2 | 0 | 0 | 4  | 1  | +3   |  | CS Cilu                    |     | 2-0 |
| 2    | Club 57 | 0   | 2 | 0 | 0 | 2 | 1  | 4  | -3   |  | Club 57                    | 1-2 |     |

Groupe 2 :
| Rang | Équipe           | Pts | J | G | N | P | Bp | Bc | Diff |  | Résultats (▼ dom., ► ext.) | Fov | Bit | Tem |
| ---- | ---------------- | --- | - | - | - | - | -- | -- | ---- |  | -------------------------- | --- | --- | --- |
| 1    | Fovu Baham       | 8   | 4 | 2 | 2 | 0 | 6  | 1  | +5   |  | Fovu Baham                 |     | 2-0 | 3-0 |
| 2    | US Bitam         | 7   | 4 | 2 | 1 | 1 | 6  | 2  | +4   |  | US Bitam                   | 0-0 |     | 3-0 |
| 3    | AS Tempête Mocaf | 1   | 4 | 0 | 1 | 3 | 1  | 10 | -9   |  | AS Tempête Mocaf           | 1-1 | 0-3 |     |

### Phase finale

#### Demi-finales
| Équipe 1        | Résultat | Équipe 2   | Aller | Retour |
| --------------- | -------- | ---------- | ----- | ------ |
| US Bitam        | 0 - 2    | CS Cilu    | 0 - 2 | 0 - 0  |
| forfait Club 57 | -        | Fovu Baham | -     | -      |

### Finale
| 15 octobre 2006 | CS Cilu                        | 3 - 1 | Fovu Baham     | Stade des Martyrs, Kinshasa |  |
|                 | Embele 53e, 56e · Malandji 59e |       | Valery Yek 40e |                             |  |

| 29 octobre 2006 | Fovu Baham | 0 - 0 | CS Cilu | Stade de la Réunification, Douala |  |
|                 |            |       |         |                                   |  |

| Coupe UNICCAF des clubs CS Cilu 1er titre |